# کدوسرا
کدوسرا، یا کادوس سرا روستایی است از توابع بخش سنگر شهرستان رشت در استان گیلان ایران.

## جمعیت
این روستا در بخش کوچصفهان قرار دارد و براساس سرشماری مرکز آمار ایران در سال ۱۳۸۵، جمعیت آن ۱۲۴۱ نفر (۳۸۰خانوار) بوده‌است.
به گفته اعتمادالسلطنه منطقه کدوسرا در غرب رود سپیدرود برگرفته از نام قوم کادوسیان می‌باشد.